# Вивчаренко, Клавдия Александровна
Клавдия Александровна Вивчаренко (Брехун; род. 5 июня 1929, Першотравневое) — мастер выращивания высоких урожаев пшеницы. Герой Социалистического Труда (1949).

## Биография
Родилась 5 июня 1929 года в посёлке Першотравневое Долинского района (ныне в Кировоградской области).
Образование среднее. С 14 лет работала на различных работах в местном совхозе имени Карла Маркса. В 1944—1951 годах работала в женской пашенной бригаде совхоза, в 1947 году возглавила её полеводческое звено. В 1949 году бригада вырастила урожай озимой пшеницы в 32 центнера зерна с 20 гектаров, что на то время считалось высоким показателем.
12 сентября 1949 года указом Президиума Верховного Совета СССР за исключительные заслуги перед государством по выращиванию озимой пшеницы на площади 20 га и получения урожая по 32,6 центнера с 1 га, с вручением ордена Ленина и золотой медали «Серп и Молот».
В 1950 году переехала в город Кривой Рог на постоянное место жительства, работала в совхозе «Родина» Криворожского района.
С 1969 года и до выхода на пенсию — машинист дробильной машины на дробильной фабрике шахты имени М. В. Фрунзе рудоуправления имени М. В. Фрунзе производственного объединения «Кривбассруда».
С 1988 года на пенсии.
Была участницей Всесоюзной сельскохозяйственной выставки в Москве, где делилась опытом ведения полевых работ. Новатор производства, наставница. Член ЦК профсоюза горняков и металлургов Украины.
Умерла 9 июля 2018 года в городе Кривой Рог.

## Награды
- Медаль «Серп и Молот» (12 сентября 1949);
- Орден Ленина (12 сентября 1949);
- Орден Трудового Красного Знамени (1950) — за успехи в выращивании зерновых;
- Орден «Знак Почёта» (1974);
- Медаль «В ознаменование 100-летия со дня рождения Владимира Ильича Ленина»;
- Юбилейная медаль «20 лет независимости Украины» (19 августа 2011)[1];
- Знак «За заслуги перед городом» (Кривой Рог) 2-й степени (8 мая 2013) — решение исполкома Криворожского городского совета № 150[2];
- медали.

## Память
- Имя на Стеле Героев в Кривом Роге.